# Brick House
"Brick House" is een nummer van de Amerikaanse band Commodores. Het nummer werd uitgebracht op hun album Commodores uit 1977. Op 26 augustus van dat jaar werd het nummer uitgebracht als de tweede single van het album.

## Achtergrond
"Brick House" is geschreven door alle groepsleden en geproduceerd door de band in samenwerking met James Anthony Carmichael. Het nummer ontstond tijdens een pauze in de studio, die werd ingelast nadat er problemen bleken te zijn met de apparatuur. Basgitarist Ronald LaPread begon te jammen en de rest van de band ging meedoen. Tijdens de pauze ontstond een basisinstrumentatie en een baslijn. Toen de band in de studio terugkeerde, hoorde producer Carmichael dat deze track het waard was om opgenomen te worden. Hij vroeg aan alle bandleden of zij de riff konden gebruiken om er een nummer omheen te schrijven.
Trompettist William King nam de opnames van wat later "Brick House" zou worden mee naar huis en speelde ze voor zijn vrouw Shirley Hanna-King. Terwijl William sliep, raakte Shirley geïnspireerd om een tekst bij de riff te schrijven. Zij nam hierbij de uitspraak "built like a brick shithouse" en veranderde deze ietwat voor het nummer. De volgende dag zong William de tekst voor de band, en liet hen denken dat hij het had geschreven. De band vond het een goede tekst en besloot dat drummer Walter Orange de funky stem had om het te zingen; normaal gesproken was Lionel Richie de leadzanger. Het duurde enkele jaren voordat de andere groepsleden erachter kwamen dat Shirley Hanna-King de tekst had geschreven. Hoewel zij bij de oorspronkelijke uitgave niet werd genoemd als co-auteur, werd zij hierna door de band wel genoemd als schrijver.
"Brick House" werd een van de grootste hits van de Commodores. In de Amerikaanse Billboard Hot 100 behaalde de single de vijfde plaats, terwijl het in Nieuw-Zeeland het meeste succes had met een tweede plaats in de hitlijsten. In het Verenigd Koninkrijk kwam het echter niet verder dan plaats 32. In Nederland behaalde de single de negentiende plaats in de Top 40 en de vijftiende plaats in de Nationale Hitparade, terwijl in Vlaanderen de dertigste plaats in de voorloper van de Ultratop 50 werd gehaald.

## Hitnoteringen

### Nederlandse Top 40
| Hitnotering: 14-01-1978 t/m 11-03-1978 | Hitnotering: 14-01-1978 t/m 11-03-1978 | Hitnotering: 14-01-1978 t/m 11-03-1978 | Hitnotering: 14-01-1978 t/m 11-03-1978 | Hitnotering: 14-01-1978 t/m 11-03-1978 | Hitnotering: 14-01-1978 t/m 11-03-1978 | Hitnotering: 14-01-1978 t/m 11-03-1978 | Hitnotering: 14-01-1978 t/m 11-03-1978 | Hitnotering: 14-01-1978 t/m 11-03-1978 | Hitnotering: 14-01-1978 t/m 11-03-1978 | Hitnotering: 14-01-1978 t/m 11-03-1978 |
| Week                                   | 1                                      | 2                                      | 3                                      | 4                                      | 5                                      | 6                                      | 7                                      | 8                                      | 9                                      |                                        |
| -------------------------------------- | -------------------------------------- | -------------------------------------- | -------------------------------------- | -------------------------------------- | -------------------------------------- | -------------------------------------- | -------------------------------------- | -------------------------------------- | -------------------------------------- | -------------------------------------- |
| Nummer                                 | 37                                     | 23                                     | 21                                     | 19                                     | 19                                     | 21                                     | 25                                     | 29                                     | 40                                     | uit                                    |

### Nationale Hitparade
| Hitnotering: 28-01-1978 t/m 04-03-1978 | Hitnotering: 28-01-1978 t/m 04-03-1978 | Hitnotering: 28-01-1978 t/m 04-03-1978 | Hitnotering: 28-01-1978 t/m 04-03-1978 | Hitnotering: 28-01-1978 t/m 04-03-1978 | Hitnotering: 28-01-1978 t/m 04-03-1978 | Hitnotering: 28-01-1978 t/m 04-03-1978 | Hitnotering: 28-01-1978 t/m 04-03-1978 |
| Week                                   | 1                                      | 2                                      | 3                                      | 4                                      | 5                                      | 6                                      |                                        |
| -------------------------------------- | -------------------------------------- | -------------------------------------- | -------------------------------------- | -------------------------------------- | -------------------------------------- | -------------------------------------- | -------------------------------------- |
| Nummer                                 | 19                                     | 18                                     | 15                                     | 15                                     | 21                                     | 27                                     | uit                                    |

### NPO Radio 2 Top 2000
| Nummer met noteringen in de NPO Radio 2 Top 2000 | '00  | '01  | '02  | '03  | '04  | '05 | '06  | '07 | '08  | '09  | '10  | '11  |
| ------------------------------------------------ | ---- | ---- | ---- | ---- | ---- | --- | ---- | --- | ---- | ---- | ---- | ---- |
| Brick House                                      | 1483 | 1516 | 1581 | 1671 | 1744 | -   | 1860 | -   | 1997 | 1784 | 1392 | 1693 |

1. ↑  Een '-' betekent dat het nummer niet was genoteerd en een vetgedrukt getal geeft de hoogste notering aan.
2. ↑  2000 was het eerste jaar met een notering voor dit nummer.
3. ↑  Deze tabel is bijgewerkt tot en met de laatste editie (2024).